# Copa Libertadores da América de 2009
A Copa Libertadores da América de 2009 foi a 50.ª edição da competição de futebol realizada todos os anos pela Confederação Sul-Americana de Futebol. Equipes das dez associações sul-americanas e do México participam do torneio. Neste ano, pela segunda vez, a competição teve a nomenclatura oficial de Copa Santander Libertadores, devido ao patrocínio do Grupo Santander.
O sorteio dos confrontos da primeira fase e da composição dos grupos da segunda fase ocorreu em 25 de novembro de 2008 em Luque, cidade próxima a Assunção, no Paraguai. No mesmo evento foi apresentada uma nova bola para a competição produzida pela Nike, chamada Total 90 Omni.

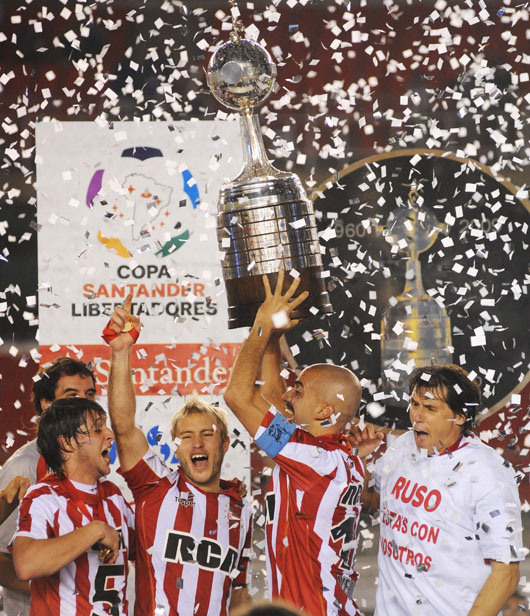
Juan Sebastián Verón levanta a taça Libertadores pelo Estudiantes de La Plata

O Estudiantes sagrou-se campeão da Copa Libertadores pela quarta vez ao superar na final o Cruzeiro por 2–1 no placar agregado. Com o título, a equipe argentina garantiu uma vaga na Copa do Mundo de Clubes da FIFA 2009, disputado nos Emirados Árabes Unidos, além de ter participado da Recopa Sul-Americana de 2010, contra o campeão da Copa Sul-Americana de 2009.

## Equipes classificadas
Em 24 de novembro de 2008 a FIFA suspendeu o Peru de todas as competições internacionais devido à interferência do governo local na Federação Peruana de Futebol.
A suspensão foi revogada em 20 de dezembro, possibilitando as equipes peruanas a participar da edição 2009 da Copa Libertadores.
| País                                | Equipe                 | Classificação                                                         |
| ----------------------------------- | ---------------------- | --------------------------------------------------------------------- |
| Argentina · (5 vagas)               | Lanús                  | Campeão do Torneio Apertura 2007                                      |
| Argentina · (5 vagas)               | River Plate            | Campeão do Torneio Clausura 2008                                      |
| Argentina · (5 vagas)               | Boca Juniors           | Campeão do Torneio Apertura 2008                                      |
| Argentina · (5 vagas)               | San Lorenzo            | Melhor pontuação nos torneios Apertura 2007 e 2008 e Clausura 2008    |
| Argentina · (5 vagas)               | Estudiantes            | 2ª melhor pontuação nos torneios Apertura 2007 e 2008 e Clausura 2008 |
| Bolívia · (3 vagas)                 | Universitario de Sucre | Campeão do Torneio Apertura 2008                                      |
| Bolívia · (3 vagas)                 | Aurora                 | Campeão do Torneio Clausura 2008                                      |
| Bolívia · (3 vagas)                 | Real Potosí            | Vencedor dos Playoffs 2008                                            |
| Brasil · (5 vagas)                  | São Paulo              | Campeão do Campeonato Brasileiro de 2008                              |
| Brasil · (5 vagas)                  | Sport                  | Campeão da Copa do Brasil 2008                                        |
| Brasil · (5 vagas)                  | Grêmio                 | Vice-campeão do Campeonato Brasileiro de 2008                         |
| Brasil · (5 vagas)                  | Cruzeiro               | 3º colocado no Campeonato Brasileiro de 2008                          |
| Brasil · (5 vagas)                  | Palmeiras              | 4º colocado no Campeonato Brasileiro de 2008                          |
| Chile · (3 vagas)                   | Everton                | Campeão do Torneio Apertura 2008                                      |
| Chile · (3 vagas)                   | Colo-Colo              | Campeão do Torneio Clausura 2008                                      |
| Chile · (3 vagas)                   | Universidad de Chile   | Melhor pontuação na fase inicial do Clausura 2008                     |
| Colômbia · (3 vagas)                | Boyacá Chicó           | Campeão do Torneio Apertura 2008                                      |
| Colômbia · (3 vagas)                | América de Cali        | Campeão do Torneio Finalización 2008                                  |
| Colômbia · (3 vagas)                | Independiente Medellín | Melhor pontuação na temporada 2008                                    |
| Equador · (3 vagas + atual campeão) | LDU Quito              | Campeão da Libertadores 2008                                          |
| Equador · (3 vagas + atual campeão) | Deportivo Quito        | Campeão do Campeonato Equatoriano de 2008                             |
| Equador · (3 vagas + atual campeão) | Deportivo Cuenca       | 3º colocado no Campeonato Equatoriano de 2008                         |
| Equador · (3 vagas + atual campeão) | El Nacional            | 4º colocado no Campeonato Equatoriano de 2008                         |
| Paraguai · (3 vagas)                | Libertad               | Campeão dos torneios Apertura 2008 e Clausura 2008                    |
| Paraguai · (3 vagas)                | Guaraní                | 2ª melhor pontuação na temporada 2008                                 |
| Paraguai · (3 vagas)                | Nacional               | 3ª melhor pontuação na temporada 2008                                 |
| Peru · (3 vagas)                    | Universitario          | Campeão do Torneio Apertura 2008                                      |
| Peru · (3 vagas)                    | Universidad San Martín | Campeão do Torneio Clausura 2008                                      |
| Peru · (3 vagas)                    | Sporting Cristal       | Melhor pontuação na temporada 2008                                    |
| Uruguai · (3 vagas)                 | Defensor Sporting      | Campeão da temporada 2007-08                                          |
| Uruguai · (3 vagas)                 | Nacional               | Campeão da Liguilla Pré-Libertadores 2008                             |
| Uruguai · (3 vagas)                 | Peñarol                | Vice-campeão da Liguilla Pré-Libertadores 2008                        |
| Venezuela · (3 vagas)               | Caracas                | Campeão do Torneio Apertura 2007                                      |
| Venezuela · (3 vagas)               | Deportivo Táchira      | Campeão do Torneio Clausura 2008                                      |
| Venezuela · (3 vagas)               | Deportivo Anzoátegui   | Melhor pontuação na temporada 2007-08                                 |
| México · (3 vagas)                  | San Luis               | Melhor pontuação na fase inicial do Torneio Apertura 2008             |
| México · (3 vagas)                  | Chivas Guadalajara     | Campeão da InterLiga 2009                                             |
| México · (3 vagas)                  | Pachuca                | Vice-campeão da InterLiga 2009                                        |

## Sorteio
O sorteio das chaves da primeira fase e os grupos realizou-se em 25 de novembro de 2008 em Assunção, no Paraguai. Quatro equipes da Argentina, três equipes do Brasil e a LDU Quito do Equador, atual campeã, foram os cabeças-de-chave na composição dos grupos.
O resultado do sorteio determinou os seguintes confrontos:
| Primeira fase | Primeira fase          | Primeira fase    |
| ------------- | ---------------------- | ---------------- |
| Chave 1       | Independiente Medellín | Peñarol          |
| Chave 2       | Sporting Cristal       | Estudiantes      |
| Chave 3       | El Nacional            | Nacional         |
| Chave 4       | Deportivo Anzoátegui   | Deportivo Cuenca |
| Chave 5       | Palmeiras              | Real Potosí      |
| Chave 6       | Universidad de Chile   | Pachuca          |

| Fase de grupos                                                      | Fase de grupos                                             | Fase de grupos                                                  | Fase de grupos                                                  |
| Grupo 1                                                             | Grupo 2                                                    | Grupo 3                                                         | Grupo 4                                                         |
| ------------------------------------------------------------------- | ---------------------------------------------------------- | --------------------------------------------------------------- | --------------------------------------------------------------- |
| LDU Quito Colo-Colo Sport Vencedor da chave 5                       | Boca Juniors Guaraní Deportivo Táchira Vencedor da chave 4 | River Plate Nacional Universidad San Martín Vencedor da chave 3 | São Paulo Defensor Sporting América de Cali Vencedor da chave 1 |
| Grupo 5                                                             | Grupo 6                                                    | Grupo 7                                                         | Grupo 8                                                         |
| Cruzeiro Universitario de Sucre Deportivo Quito Vencedor da chave 2 | Lanús Everton Caracas Chivas Guadalajara                   | Grêmio Aurora Boyacá Chicó Vencedor da chave 6                  | San Lorenzo Libertad Universitario San Luis                     |

## Primeira fase
As partidas de ida da primeira fase foram disputadas entre os dias 28 de janeiro e 5 de fevereiro. Doze equipes iniciaram dessa fase onde seis classificaram-se a fase seguinte. Em caso de igualdade no placar total o primeiro critério de desempate foi o gol marcado como visitante. Equipe 1 realizou a partida de ida em casa.
| Chave | Equipe 1               | Total    | Equipe 2         | Ida | Volta |
| ----- | ---------------------- | -------- | ---------------- | --- | ----- |
| 1     | Independiente Medellín | 4–0      | Peñarol          | 4–0 | 0–0   |
| 2     | Sporting Cristal       | 2–2 (gf) | Estudiantes      | 2–1 | 0–1   |
| 3     | El Nacional            | 3–8      | Nacional         | 0–5 | 3–3   |
| 4     | Deportivo Anzoátegui   | 2–3      | Deportivo Cuenca | 2–0 | 0–3   |
| 5     | Palmeiras              | 7–1      | Real Potosí      | 5–1 | 2–0   |
| 6     | Universidad de Chile   | 2–2 (gf) | Pachuca          | 1–0 | 1–2   |

## Fase de grupos
As partidas da fase de grupos foram disputadas entre 10 de fevereiro e 30 de abril. As duas melhores equipes de cada grupo avançaram para a fase final.
|  | Equipes classificadas para a fase final |
|  | Equipes eliminadas                      |

### Grupo 1
| Equipe    | Pts | J | V | E | D | GP | GC | SG |
| --------- | --- | - | - | - | - | -- | -- | -- |
| Sport     | 13  | 6 | 4 | 1 | 1 | 10 | 7  | +3 |
| Palmeiras | 10  | 6 | 3 | 1 | 2 | 9  | 7  | +2 |
| Colo-Colo | 7   | 6 | 2 | 1 | 3 | 9  | 7  | +2 |
| LDU Quito | 4   | 6 | 1 | 1 | 4 | 6  | 13 | -7 |

|           | LDU | COL | SPT | PAL |
| --------- | --- | --- | --- | --- |
| LDU Quito | –   | 1–1 | 2–3 | 3–2 |
| Colo-Colo | 3–0 | –   | 1–2 | 0–1 |
| Sport     | 2–0 | 2–1 | –   | 0–2 |
| Palmeiras | 2–0 | 1–3 | 1–1 | –   |

### Grupo 2
| Equipe            | Pts | J | V | E | D | GP | GC | SG  |
| ----------------- | --- | - | - | - | - | -- | -- | --- |
| Boca Juniors      | 15  | 6 | 5 | 0 | 1 | 11 | 3  | +8  |
| Deportivo Cuenca  | 10  | 6 | 3 | 1 | 2 | 9  | 4  | +5  |
| Deportivo Táchira | 9   | 6 | 3 | 0 | 3 | 6  | 9  | -3  |
| Guaraní           | 1   | 6 | 0 | 1 | 5 | 5  | 15 | -10 |

|                   | BOC | GUA | TAC | CUE |
| ----------------- | --- | --- | --- | --- |
| Boca Juniors      | –   | 3–1 | 3–0 | 1–0 |
| Guaraní           | 1–3 | –   | 1–2 | 1–1 |
| Deportivo Táchira | 0–1 | 2–1 | –   | 1–0 |
| Deportivo Cuenca  | 1–0 | 4–0 | 3–1 | –   |

### Grupo 3
| Equipe                 | Pts | J | V | E | D | GP | GC | SG |
| ---------------------- | --- | - | - | - | - | -- | -- | -- |
| Nacional               | 14  | 6 | 4 | 2 | 0 | 12 | 3  | +9 |
| Universidad San Martín | 8   | 6 | 2 | 2 | 2 | 7  | 9  | -2 |
| River Plate            | 7   | 6 | 2 | 1 | 3 | 7  | 9  | -2 |
| Nacional               | 4   | 6 | 1 | 1 | 4 | 7  | 12 | -5 |

|                        | RIV | CNF | USM | NAC |
| ---------------------- | --- | --- | --- | --- |
| River Plate            | –   | 0–0 | 3–0 | 1–0 |
| Nacional               | 3–0 | –   | 2–1 | 3–1 |
| Universidad San Martín | 2–1 | 1–1 | –   | 2–1 |
| Nacional               | 4–2 | 0–3 | 1–1 | –   |

### Grupo 4
| Equipe                 | Pts | J | V | E | D | GP | GC | SG |
| ---------------------- | --- | - | - | - | - | -- | -- | -- |
| São Paulo              | 13  | 6 | 4 | 1 | 1 | 10 | 6  | +4 |
| Defensor Sporting      | 8   | 6 | 2 | 2 | 2 | 6  | 6  | 0  |
| Independiente Medellín | 7   | 6 | 1 | 4 | 1 | 7  | 7  | 0  |
| América de Cali        | 3   | 6 | 0 | 3 | 3 | 3  | 7  | -4 |

|                        | SPA | DEF | AMC | DIM |
| ---------------------- | --- | --- | --- | --- |
| São Paulo              | –   | 2–1 | 2–1 | 1–1 |
| Defensor Sporting      | 0–1 | –   | 1–0 | 4–3 |
| América de Cali        | 1–3 | 0–0 | –   | 1–1 |
| Independiente Medellín | 2–1 | 0–0 | 0–0 | –   |

### Grupo 5
| Equipe                 | Pts | J | V | E | D | GP | GC | SG |
| ---------------------- | --- | - | - | - | - | -- | -- | -- |
| Cruzeiro               | 13  | 6 | 4 | 1 | 1 | 9  | 5  | +4 |
| Estudiantes            | 10  | 6 | 3 | 1 | 2 | 9  | 4  | +5 |
| Deportivo Quito        | 8   | 6 | 2 | 2 | 2 | 6  | 9  | -3 |
| Universitario de Sucre | 2   | 6 | 0 | 2 | 4 | 2  | 8  | -6 |

|                        | CRU | UNS | DQU | EST |
| ---------------------- | --- | --- | --- | --- |
| Cruzeiro               | –   | 2–0 | 2–0 | 3–0 |
| Universitario de Sucre | 0–1 | –   | 1–1 | 0–0 |
| Deportivo Quito        | 1–1 | 3–1 | –   | 1–0 |
| Estudiantes            | 4–0 | 1–0 | 4–0 | –   |

### Grupo 6
| Equipe             | Pts | J | V | E | D | GP | GC | SG |
| ------------------ | --- | - | - | - | - | -- | -- | -- |
| Caracas            | 10  | 6 | 3 | 1 | 2 | 7  | 4  | +3 |
| Chivas Guadalajara | 9   | 6 | 2 | 3 | 1 | 9  | 6  | +3 |
| Everton            | 8   | 6 | 2 | 2 | 2 | 7  | 10 | -3 |
| Lanús              | 4   | 6 | 0 | 4 | 2 | 5  | 8  | -3 |

|                    | LAN | EVE | CAR | GDL |
| ------------------ | --- | --- | --- | --- |
| Lanús              | –   | 1–2 | 1–1 | 1–1 |
| Everton            | 1–1 | –   | 1–0 | 1–1 |
| Caracas            | 3–1 | 1–0 | –   | 2–0 |
| Chivas Guadalajara | 0–0 | 6–2 | 1–0 | –   |

### Grupo 7
| Equipe               | Pts | J | V | E | D | GP | GC | SG  |
| -------------------- | --- | - | - | - | - | -- | -- | --- |
| Grêmio               | 16  | 6 | 5 | 1 | 0 | 11 | 1  | +10 |
| Universidad de Chile | 10  | 6 | 3 | 1 | 2 | 8  | 6  | +2  |
| Boyacá Chicó         | 9   | 6 | 3 | 0 | 3 | 8  | 8  | 0   |
| Aurora               | 0   | 6 | 0 | 0 | 6 | 3  | 15 | -12 |

|                      | GRE | AUR | BOY | UCH |
| -------------------- | --- | --- | --- | --- |
| Grêmio               | –   | 3–0 | 3–0 | 0–0 |
| Aurora               | 1–2 | –   | 0–3 | 1–2 |
| Boyacá Chicó         | 0–1 | 2–1 | –   | 3–0 |
| Universidad de Chile | 0–2 | 3–0 | 3–0 | –   |

### Grupo 8
| Equipe        | Pts | J | V | E | D | GP | GC | SG |
| ------------- | --- | - | - | - | - | -- | -- | -- |
| Libertad      | 12  | 6 | 4 | 0 | 2 | 7  | 5  | +2 |
| San Luis      | 8   | 6 | 2 | 2 | 2 | 7  | 7  | 0  |
| Universitario | 8   | 6 | 2 | 2 | 2 | 6  | 7  | -1 |
| San Lorenzo   | 6   | 6 | 2 | 0 | 4 | 6  | 7  | -1 |

|               | SLO | LIB | UNI | SLU |
| ------------- | --- | --- | --- | --- |
| San Lorenzo   | –   | 0–1 | 2–0 | 4–1 |
| Libertad      | 2–0 | –   | 2–1 | 0–2 |
| Universitario | 1–0 | 2–1 | –   | 0–0 |
| San Luis      | 2–0 | 0–1 | 2–2 | –   |

## Classificação para a fase final
Para a determinação das chaves da fase de oitavas de final em diante, as equipes foram divididas entre os primeiros colocados e os segundos colocados na fase de grupos, definido os cruzamentos da seguinte forma: 1º vs. 16º, 2º vs. 15º, 3º vs. 14º, 4º vs. 13º, 5º vs. 12º, 6º vs. 11º, 7º vs. 10º e 8º vs. 9º, sendo de 1º a 8º os primeiros de cada grupo e de 9º a 16º os segundos.
Esta classificação também serviu para determinar em todas as fases seguintes qual time teve a vantagem de jogar a partida de volta em casa, sendo sempre o time de melhor colocação a ter este direito.
Caso duas equipes de um mesmo país se classificassem para a fase semifinal, elas obrigatoriamente teriam que se enfrentar, mesmo que o emparceiramento não apontasse para isso. Se na decisão, uma das equipes fosse do México, a primeira partida da final seria obrigatoriamente em território mexicano.
Tabela de classificação
| Pos. | Primeiros dos grupos | Pts | J | V | E | D | GP | GC | SG  | Ap  |
| ---- | -------------------- | --- | - | - | - | - | -- | -- | --- | --- |
| 1    | Grêmio               | 16  | 6 | 5 | 1 | 0 | 11 | 1  | +10 | 89% |
| 2    | Boca Juniors         | 15  | 6 | 5 | 0 | 1 | 11 | 3  | +8  | 83% |
| 3    | Nacional             | 14  | 6 | 4 | 2 | 0 | 12 | 3  | +9  | 78% |
| 4    | São Paulo            | 13  | 6 | 4 | 1 | 1 | 10 | 6  | +4  | 72% |
| 5    | Cruzeiro             | 13  | 6 | 4 | 1 | 1 | 9  | 5  | +4  | 72% |
| 6    | Sport                | 13  | 6 | 4 | 1 | 1 | 10 | 7  | +3  | 72% |
| 7    | Libertad             | 12  | 6 | 4 | 0 | 2 | 7  | 5  | +2  | 67% |
| 8    | Caracas              | 10  | 6 | 3 | 1 | 2 | 7  | 4  | +3  | 56% |

| Pos. | Segundos dos grupos    | Pts | J | V | E | D | GP | GC | SG | Ap  |
| ---- | ---------------------- | --- | - | - | - | - | -- | -- | -- | --- |
| 9    | Deportivo Cuenca       | 10  | 6 | 3 | 1 | 2 | 9  | 4  | +5 | 56% |
| 10   | Estudiantes            | 10  | 6 | 3 | 1 | 2 | 9  | 4  | +5 | 56% |
| 11   | Palmeiras              | 10  | 6 | 3 | 1 | 2 | 9  | 7  | +2 | 56% |
| 12   | Universidad de Chile   | 10  | 6 | 3 | 1 | 2 | 8  | 6  | +2 | 56% |
| 13   | Chivas Guadalajara     | 9   | 6 | 2 | 3 | 1 | 9  | 6  | +3 | 50% |
| 14   | San Luis               | 8   | 6 | 2 | 2 | 2 | 7  | 7  | 0  | 44% |
| 15   | Defensor Sporting      | 8   | 6 | 2 | 2 | 2 | 6  | 6  | 0  | 44% |
| 16   | Universidad San Martín | 8   | 6 | 2 | 2 | 2 | 7  | 9  | -2 | 44% |

## Fase final
Devido ao surto de gripe A (H1N1) que afetava o México, as partidas das oitavas de final envolvendo os clubes mexicanos não puderam ser realizadas em seus estádios. Após uma tentativa malsucedida de levar as partidas para Bogotá na Colômbia, a Confederação Sul-Americana de Futebol decidiu que os confrontos San Luis-Nacional e Guadalajara-São Paulo seriam disputados em jogo único, em Montevidéu e São Paulo respectivamente, sendo definidas nas disputas por pênaltis em caso de empate no tempo normal. Porém os clubes mexicanos discordaram da decisão e anunciaram através da Federação Mexicana de Futebol a desistência do torneio. A CONMEBOL oficializou a desistência dos clubes em 11 de maio, garantindo a São Paulo e Nacional o acesso direto as quartas de final.
Em itálico, os times que possuem o mando de campo no primeiro jogo do confronto e em negrito os times classificados.
|  | Oitavas de final       | Oitavas de final | Oitavas de final | Oitavas de final |   |                   | Quartas de final         | Quartas de final         | Quartas de final         | Quartas de final         |  |             | Semifinais               | Semifinais               | Semifinais               | Semifinais               |             |   | Final           | Final           | Final           | Final           |
|  | 5 a 21 de maio         | 5 a 21 de maio   | 5 a 21 de maio   | 5 a 21 de maio   |   |                   | 27 de maio a 18 de junho | 27 de maio a 18 de junho | 27 de maio a 18 de junho | 27 de maio a 18 de junho |  |             | 24 de junho a 2 de julho | 24 de junho a 2 de julho | 24 de junho a 2 de julho | 24 de junho a 2 de julho |             |   | 8 e 15 de julho | 8 e 15 de julho | 8 e 15 de julho | 8 e 15 de julho |
|  |                        |                  |                  |                  |   |                   |                          |                          |                          |                          |  |             |                          |                          |                          |                          |             |   |                 |                 |                 |                 |
|  | Defensor Sporting      | 2                | 1                | 3                |   |                   |                          |                          |                          |                          |  |             |                          |                          |                          |                          |             |   |                 |                 |                 |                 |
|  | Boca Juniors           | 2                | 0                | 2                |   |                   |                          |                          |                          |                          |  |             |                          |                          |                          |                          |             |   |                 |                 |                 |                 |
|  | Boca Juniors           | 2                | 0                | 2                |   | Defensor Sporting | 0                        | 0                        | 0                        |                          |  |             |                          |                          |                          |                          |             |   |                 |                 |                 |                 |
|  |                        |                  |                  |                  |   | Defensor Sporting | 0                        | 0                        | 0                        |                          |  |             |                          |                          |                          |                          |             |   |                 |                 |                 |                 |
|  |                        | Estudiantes      | 1                | 1                | 2 |                   |                          |                          |                          |                          |  |             |                          |                          |                          |                          |             |   |                 |                 |                 |                 |
|  | Estudiantes            | Estudiantes      | 1                | 1                | 2 | 3                 | 0                        | 3                        |                          |                          |  |             |                          |                          |                          |                          |             |   |                 |                 |                 |                 |
|  | Estudiantes            |                  |                  |                  |   | 3                 | 0                        | 3                        |                          |                          |  |             |                          |                          |                          |                          |             |   |                 |                 |                 |                 |
|  | Libertad               | 0                | 0                | 0                |   |                   |                          |                          |                          |                          |  |             |                          |                          |                          |                          |             |   |                 |                 |                 |                 |
|  | Libertad               | 0                | 0                | 0                |   |                   |                          |                          |                          |                          |  | Estudiantes | 1                        | 2                        | 3                        |                          |             |   |                 |                 |                 |                 |
|  |                        |                  |                  |                  |   |                   |                          |                          |                          |                          |  | Estudiantes | 1                        | 2                        | 3                        |                          |             |   |                 |                 |                 |                 |
|  |                        | Nacional         | 0                | 1                | 1 |                   |                          |                          |                          |                          |  |             |                          |                          |                          |                          |             |   |                 |                 |                 |                 |
|  | Palmeiras (pen)        | Nacional         | 0                | 1                | 1 | 1                 | 0                        | 1 (3)                    |                          |                          |  |             |                          |                          |                          |                          |             |   |                 |                 |                 |                 |
|  | Palmeiras (pen)        |                  |                  |                  |   | 1                 | 0                        | 1 (3)                    |                          |                          |  |             |                          |                          |                          |                          |             |   |                 |                 |                 |                 |
|  | Sport                  | 0                | 1                | 1 (1)            |   |                   |                          |                          |                          |                          |  |             |                          |                          |                          |                          |             |   |                 |                 |                 |                 |
|  | Sport                  | 0                | 1                | 1 (1)            |   | Palmeiras         | 1                        | 0                        | 1                        |                          |  |             |                          |                          |                          |                          |             |   |                 |                 |                 |                 |
|  |                        |                  |                  |                  |   | Palmeiras         | 1                        | 0                        | 1                        |                          |  |             |                          |                          |                          |                          |             |   |                 |                 |                 |                 |
|  |                        | Nacional (gf)    | 1                | 0                | 1 |                   |                          |                          |                          |                          |  |             |                          |                          |                          |                          |             |   |                 |                 |                 |                 |
|  | San Luis               | Nacional (gf)    | 1                | 0                | 1 | -                 | -                        | -                        |                          |                          |  |             |                          |                          |                          |                          |             |   |                 |                 |                 |                 |
|  | San Luis               |                  |                  |                  |   | -                 | -                        | -                        |                          |                          |  |             |                          |                          |                          |                          |             |   |                 |                 |                 |                 |
|  | Nacional (wo)          | -                | -                | -                |   |                   |                          |                          |                          |                          |  |             |                          |                          |                          |                          |             |   |                 |                 |                 |                 |
|  | Nacional (wo)          | -                | -                | -                |   |                   |                          |                          |                          |                          |  |             |                          |                          |                          |                          | Estudiantes | 0 | 2               | 2               |                 |                 |
|  |                        |                  |                  |                  |   |                   |                          |                          |                          |                          |  |             |                          |                          |                          |                          |             | 0 | 2               | 2               |                 |                 |
|  |                        | Cruzeiro         | 0                | 1                | 1 |                   |                          |                          |                          |                          |  |             |                          |                          |                          |                          |             |   |                 |                 |                 |                 |
|  | Universidad de Chile   | Cruzeiro         | 0                | 1                | 1 | 1                 | 0                        | 1                        |                          |                          |  |             |                          |                          |                          |                          |             |   |                 |                 |                 |                 |
|  | Universidad de Chile   |                  |                  |                  |   | 1                 | 0                        | 1                        |                          |                          |  |             |                          |                          |                          |                          |             |   |                 |                 |                 |                 |
|  | Cruzeiro               | 2                | 1                | 3                |   |                   |                          |                          |                          |                          |  |             |                          |                          |                          |                          |             |   |                 |                 |                 |                 |
|  | Cruzeiro               | 2                | 1                | 3                |   | Cruzeiro          | 2                        | 2                        | 4                        |                          |  |             |                          |                          |                          |                          |             |   |                 |                 |                 |                 |
|  |                        |                  |                  |                  |   | Cruzeiro          | 2                        | 2                        | 4                        |                          |  |             |                          |                          |                          |                          |             |   |                 |                 |                 |                 |
|  |                        | São Paulo        | 1                | 0                | 1 |                   |                          |                          |                          |                          |  |             |                          |                          |                          |                          |             |   |                 |                 |                 |                 |
|  | Chivas Guadalajara     | São Paulo        | 1                | 0                | 1 | -                 | -                        | -                        |                          |                          |  |             |                          |                          |                          |                          |             |   |                 |                 |                 |                 |
|  | Chivas Guadalajara     |                  |                  |                  |   | -                 | -                        | -                        |                          |                          |  |             |                          |                          |                          |                          |             |   |                 |                 |                 |                 |
|  | São Paulo (wo)         | -                | -                | -                |   |                   |                          |                          |                          |                          |  |             |                          |                          |                          |                          |             |   |                 |                 |                 |                 |
|  | São Paulo (wo)         | -                | -                | -                |   |                   |                          |                          |                          |                          |  | Cruzeiro    | 3                        | 2                        | 5                        |                          |             |   |                 |                 |                 |                 |
|  |                        |                  |                  |                  |   |                   |                          |                          |                          |                          |  | Cruzeiro    | 3                        | 2                        | 5                        |                          |             |   |                 |                 |                 |                 |
|  |                        | Grêmio           | 1                | 2                | 3 |                   |                          |                          |                          |                          |  |             |                          |                          |                          |                          |             |   |                 |                 |                 |                 |
|  | Deportivo Cuenca       | Grêmio           | 1                | 2                | 3 | 2                 | 0                        | 2                        |                          |                          |  |             |                          |                          |                          |                          |             |   |                 |                 |                 |                 |
|  | Deportivo Cuenca       |                  |                  |                  |   | 2                 | 0                        | 2                        |                          |                          |  |             |                          |                          |                          |                          |             |   |                 |                 |                 |                 |
|  | Caracas                | 1                | 4                | 5                |   |                   |                          |                          |                          |                          |  |             |                          |                          |                          |                          |             |   |                 |                 |                 |                 |
|  | Caracas                | 1                | 4                | 5                |   | Caracas           | 1                        | 0                        | 1                        |                          |  |             |                          |                          |                          |                          |             |   |                 |                 |                 |                 |
|  |                        |                  |                  |                  |   | Caracas           | 1                        | 0                        | 1                        |                          |  |             |                          |                          |                          |                          |             |   |                 |                 |                 |                 |
|  |                        | Grêmio (gf)      | 1                | 0                | 1 |                   |                          |                          |                          |                          |  |             |                          |                          |                          |                          |             |   |                 |                 |                 |                 |
|  | Universidad San Martín | Grêmio (gf)      | 1                | 0                | 1 | 1                 | 0                        | 1                        |                          |                          |  |             |                          |                          |                          |                          |             |   |                 |                 |                 |                 |
|  | Universidad San Martín |                  |                  |                  |   | 1                 | 0                        | 1                        |                          |                          |  |             |                          |                          |                          |                          |             |   |                 |                 |                 |                 |
|  | Grêmio                 | 3                | 2                | 5                |   |                   |                          |                          |                          |                          |  |             |                          |                          |                          |                          |             |   |                 |                 |                 |                 |

- Equipes marcadas com rabisco desistiram do torneio.[12]

### Final
Primeiro jogo
| 8 de julho    | Estudiantes | 0 – 0     | Cruzeiro | Estádio Ciudad de La Plata, La Plata         |
| 21:50 (UTC-3) |             | Relatório |          | Público: 42 456 Árbitro: URU Jorge Larrionda |

Segundo jogo
| 15 de julho   | Cruzeiro     | 1 – 2     | Estudiantes                 | Estádio Mineirão, Belo Horizonte            |
| 21:50 (UTC-3) | Henrique 52' | Relatório | Fernández 57' · Boselli 72' | Público: 64 801 Árbitro: CHI Carlos Chandía |

## Premiação
| Copa Libertadores da América de 2009 |
| Argentina                            |
| ------------------------------------ |
| ESTUDIANTES Campeão (4º título)      |

## Principais artilheiros
| Gols | Jogador                  | Clube            |
| ---- | ------------------------ | ---------------- |
| 8    | Mauro Boselli            | Estudiantes      |
| 7    | Jorge Núñez              | Nacional         |
| 7    | Rodrigo Teixeira Pereira | Deportivo Cuenca |
| 6    | Keirrison                | Palmeiras        |
| 6    | Souza                    | Grêmio           |
| 5    | Borges                   | São Paulo        |
| 5    | Darío Figueroa           | Caracas          |
| 5    | Martín Palermo           | Boca Juniors     |
| 5    | Rodrigo Palacio          | Boca Juniors     |
| 5    | Wellington Paulista      | Cruzeiro         |
| 4    | Diego Souza              | Palmeiras        |
| 4    | Kléber                   | Cruzeiro         |
| 4    | Maxi López               | Grêmio           |
| 4    | Nicolás Lodeiro          | Nacional         |

Fonte: CONMEBOL.com